# 碓井敏正
碓井 敏正（うすい としまさ、1946年12月6日 -）は、日本の哲学者。京都橘大学名誉教授。福祉法人おひとりさま理事長、大学評価学会顧問。

## 概要
東京都出身。近代西洋哲学の研究から出発し、現在は規範哲学（正義論や人権論）を専門としている。貧困問題や格差問題に詳しい。左派系の知識人であるが、近年では社会主義的な立場から成熟社会論を展開し、市民運動や革新組織のあり方についても問題提起をしている。

## 略歴
- 1965年 神奈川県立湘南高校卒業（同年 京都大学文学部入学）
- 1969年 京都大学文学部哲学科卒業（同年 京都大学大学院文学研究科修士課程哲学専攻入学）
- 1971年 同修了（文学修士）（同年 京都大学大学院文学研究科博士課程哲学専攻進学）
- 1974年 同単位取得退学
- 1977年 橘女子大学（現：京都橘大学）文学部専任講師
- 1987年 同文学部教授
- 1989年-1990年 エディンバラ大学留学（客員研究員）
- 2012年 京都橘大学退職（名誉教授）

## 著作

### 単著
- 『自由・平等・社会主義』（文理閣、1994年）
- 『戦後民主主義と人権の現在』（部落問題研究所、1996年 増補改訂版2001年）
- 『日本的平等主義と能力主義・競争原理』（京都法政出版、1997年）
- 『現代正義論』（青木書店、1998年）
- 『国境を越える人権』（三学出版、2000年）
- 『グロール・ガバナンスの時代へ』（大月書店、2004年）
- 『グローバリゼーションの権利論』（明石書店、2006年）
- 『人生論の12週』（三学出版、2007年）
- 『格差とイデオロギー』（大月書店、2008年）
- 『成熟社会における人権、道徳、民主主義』（文理閣、2010年）
- 『革新の再生のために』（文理閣、2012年）
- 『成熟社会における組織と人間』（花伝社、2015年）
- 『教科化された道徳への向き合い方』（かもがわ出版、2017年）
- 『しのび寄る国家の道徳化』（本の泉社、2020年）
- 『日本共産党への提言』（花伝社、2023年）
- 『人権と民主主義の再考』（ロゴス、2024年）

### 編著（共編著を含む）
- 『グローバリゼーションと市民社会』（文理閣、望田幸男との共編、2000年）
- 『ポスト戦後体制への政治経済学』（大月書店、大西広との共編、2001年）
- 『教育基本法「改正」批判』（文理閣、2003年）
- 『格差社会から成熟社会へ』（大月書店、大西広との共編、2007年）
- 『成長国家から成熟社会へ－福祉国家論を超えて』（花伝社、大西広との共編、2014年）
- 『自己責任資本主義から友愛社会主義へ』（ロゴス、西川伸一との共編、2022年）